# 로베르트 라이
로베르트 라이(독일어: Robert Ley, 1890년 2월 15일 ~ 1945년 10월 25일)는 나치 독일의 정치인이다. 1933년에서 1945년 사이 나치독일이 노동조합들을 통합하여 지배계급의 입맛에 맞게 만든 어용노조인 독일노동전선의 총재를 역임했다. 뉘른베르크 재판에서 전쟁범죄 혐의로 기소되자 수건으로 목을 매어 자살했다. 로베르트 라이는 노동조건 개선에는 적극적이었으나, 노동조합원과 유대인은 혐오했다.